# Oldřich Dědek
Oldřich Dědek (* 26. listopadu 1953 Chlumec nad Cidlinou) je český ekonom, v letech 1999 až 2005 viceguvernér a člen bankovní rady České národní banky, v letech 2007 až 2017 národní koordinátor pro zavedení eura v ČR, v letech 2017 až 2023 opět člen bankovní rady ČNB.

## Život
Vystudoval obor ekonomika zemědělství na Vysoké škole ekonomické v Praze. Promoval v roce 1978 a získal tak titul Inženýr. Vědecký titul kandidáta ekonomických věd obdržel v roce 1983 na Ekonomickém ústavu Československé akademie věd. V roce 2002 se habilitoval v oboru ekonomie na Univerzitě Karlově v Praze a v roce 2012 byl jmenován profesorem. Absolvoval zahraniční stáže a studijní pobyty na London School of Economics, University of Warwick či u Mezinárodního měnového fondu.
V letech 1978 až 1992 působil jako vědecký pracovník se zaměřením na hospodářskou politiku v Ekonomickém ústavu Československé akademie věd. Od roku 1994 do roku 2006 pracoval v Institutu ekonomických studií Fakulty sociálních věd Univerzity Karlovy v Praze, kde se věnoval nástrojům finančních trhů, analýze portfolia a dalším oblastem.
Na počátku 90. let 20. století začal působit v České národní bance. V letech 1992 až 1996 byl náměstkem ředitele Institutu ekonomie Státní banky československé a později České národní banky a od dubna 1996 do roku 1999 pak byl poradcem guvernéra České národní banky Josefa Tošovského. S ním pak spolupracoval i v roce 1998 na pozici poradce předsedy vlády.
Na začátku února 1999 jej prezident Václav Havel jmenoval viceguvernérem a členem bankovní rady České národní banky, funkcí se ujal dne 13. února 1999. V bankovní radě působil do 12. února 2005.
V první polovině roku 2006 zastával funkci poradce ministra financí Bohuslava Sobotky a byl vedoucím české delegace v evropském Výboru pro hospodářskou politiku. V březnu 2007 jej druhá vláda Mirka Topolánka jmenovala národním koordinátorem pro zavedení eura.
Veřejně se angažoval podpisem Dřevíčské výzvy. Byl členem vědecké rady Fakulty sociálních věd Univerzity Karlovy v Praze (na této univerzitě také přednáší problematiku finančních trhů) a členem představenstva České společnosti ekonomické.
Má bohatou publikační činnost zejména v oblasti monetární ekonomie. Jakožto poradce předsedy vlády Josefa Tošovského stál v roce 1998 v čele autorského týmu, který připravil dokument Hospodářská strategie vstupu do Evropské unie: východiska a směry řešení. V roce 2008 pak vydal publikaci Historie evropské měnové integrace: Od národních měn k euru.
Dne 31. ledna 2017 jej prezident Miloš Zeman jmenoval po několikaleté pauze opět členem bankovní rady České národní banky, a to s účinností od 13. února téhož roku. V souvislosti se svým jmenováním rezignoval na post národního koordinátora pro zavedení eura v České republice. Post člena bankovní rady ČNB zastával do února 2023.